# Palettsolfågel
Palettsolfågel (Anthreptes anchietae) är en fågel i familjen solfåglar inom ordningen tättingar.

## Utseende och läte
Palettsolfågel är en liten och distinkt solfågel. Den är röd och gul undertill med glittrande blått på panna, strupe och bröst. Hanen och honan liknar varandra, men honan är mattare i färgerna. Bland lätena hörs en serie med klara och visslande toner, men även en kvittrande sång och tjattriga toner. 

## Utbredning och systematik
Fågeln förekommer i Angola, sydöstra Demokratiska republiken Kongo, Zambia, sydvästra Tanzania, Malawi och norra Moçambique. Den behandlas som monotypisk, det vill säga att den inte delas in i några underarter.

## Levnadssätt
Palettsolfågeln hittas mycket lokalt i miombo. Den ses vanligen i par.

## Status
Arten har ett stort utbredningsområde och beståndet anses vara stabilt. Internationella naturvårdsunionen IUCN listar den därför som livskraftig (LC).

## Namn
Fågelns vetenskapliga artnamn hedrar José Alberto de Oliveira Anchieta (1832-1897), portugisisk upptäcktsresande och naturforskare.